# 5セント硬貨 (アメリカ合衆国)
アメリカ合衆国5セント硬貨は、アメリカ合衆国において使用されている硬貨。主に「ニッケル（英語:Nickel）」の通称で知られ、1アメリカドルの20分の1の価値と等しい。
5セント硬貨の表側には、1938年よりアメリカ合衆国第3代大統領を務めたトマス・ジェファーソンの肖像が描かれている。また1938年から2003年まで、硬貨の裏側には彼の邸宅であり世界遺産でもある、モンティチェロがデザインされている。2004年と2005年、硬貨はルイジアナ買収とルイス・クラーク探検隊によるアメリカ大陸探検から200周年を記念し、新しいデザインが描かれた。これらは「ウェストウォード・ジャーニー・ニッケル」シリーズと呼ばれている。また2006年には裏側にモンティチェロが再び描かれるようになったが、表側は正面を向いたジェファーソンの肖像がデザインされた。

## 略歴
元来、5セント硬貨は非常に小さな銀貨で、10セント硬貨が「ダイム」と呼ばれていたことから5セント硬貨は「ハーフダイム」と呼ばれていた。しかし、南北戦争中や戦争が終結した後は、銀の不足のため代用の金属が硬貨の製造に必要となったため、今日まで銅とニッケルの合金を使用することが選択された。その極端な硬度のために20世紀中ごろには、5セント硬貨の製造において様々な問題に悩まされたが、近代の製造技術によって十分すぎる程の作業改善が図られた。ハーフダイム銀貨の詳細については、この項目では省略しているが、概ねダイム銀貨と同等なデザインが採用されていた。
第二次世界大戦中は定期的にニッケルを使用しない種類の特殊硬貨が発行されており、戦時を含め5セント硬貨は常に1グラムにつき1セント以上の価値があった。5セント硬貨の重量は、1866年に導入されたメートル法に基づいて5グラムに設計された。合衆国内では1866年7月28日の法律により、メートル法の使用を合法としている。
通称である「ニッケル」という言葉が5セント硬貨に適用されたのは、実際には硬貨がニッケルの合金を用いて製造されるより前だった。この言葉は元々、1859年から1864年にかけ銅とニッケルで構成された「インディアン・ヘッド・セント」硬貨に使用されていたものである。南北戦争の始めから終わりにかけ、この1セント硬貨は「ニッケルズ」および「ニックス」と呼称された。1865年に3セント硬貨が登場すると、街ゆく人々からこの硬貨が新しく「ニッケルズ」と呼ばれるようになった。その後1866年に登場したシールド・ニッケルにスポットライトが当てられ、以降アメリカの人々はこのニッケルの合金で製造された硬貨と、5セントという通貨単位を結びつけて考えるようになったのである。
1950年代初頭までアメリカ合衆国内のほとんどの地域において、公衆電話から低料金の近距離通話を行うのに5セントが課せられた。その後1950年代の初めを境に、公衆電話からの近距離通話料金はそれまでの2倍に当たる10セントへと値上げされた。しかし、ニューオーリンズや各地に散在していた田舎の地域等では、1970年代中頃まで5セントの料金設定のままであった。また、電話での会話を続けるため硬貨をつぎ込む人へ言う「It's your nickel」などのフレーズも生まれた。その他多くの都市で、電話料金が繰り上げとなった時期に、バスや地下鉄など各種公共交通機関の乗車料金が5セントであった。

## シールド・ニッケル（1866年〜1883年）
ジェームズ・B・ロングエーカーによってデザインされたシールド・ニッケルは、1866年5月16日に定められた法律に基づき、アメリカ合衆国において製造された最初の5セント硬貨となった。硬貨に盾（シールド）が描かれているのが特徴である。初期の種類は、中心に描かれた数字の5の文字から周囲に飾り付けられた星のデザインの隙間を通り、光線が円形に彫られた硬貨であった。これら最初に製造されていた5セント硬貨は、1866年と1867年の一時期のみ製造された硬貨である。このロングエーカーによるデザイン原案は、細かいデザインのため硬質の合金で製造することが困難であることや、版型の関係上反対側の面にも全般的な欠陥が生じるなどの理由から、光線のデザインは取り下げられた。
シールド・ニッケルには冶金学的に困難な点があり、それが製造の際に多くのエラーを出す原因となった。他の硬貨は打ち型のミスによる傷やエラーが表れている場合、興味深いものとしてややプレミアがつくこともあるが、シールド・ニッケルの場合は打ち型による欠陥が見つからない方が稀であり、こうした状態の良い硬貨はあまり出回っていない状態で取引される。その他、日付がずれて印字されたり、打抜きのミスがある硬貨も存在する。

## リバティー・ヘッド・ニッケル（1883年〜1913年）
1883年から1912年にかけて、リバティー・ヘッド・ニッケルが公式に発行された。これはニューヨークの自由の女神像の横顔（リバティー・ヘッド）が描かれた面と、数字の5を表すギリシャ文字の「V」がもう片側にデザインされており、「V・ニッケル」とも呼ばれる硬貨である。しかし、1913年の日付で非公式なV・ニッケルが製造されていたことが分かり、その数は不明である。現在は、この違法に製造されたニッケルのうち、5枚しか確認されていない。この1913年のV・ニッケルには偽物も多く、本物であれば現存する硬貨の中でもかなりの高値が付くものの一つである。これら本物と確認されている1913年のV・ニッケル5枚は、一時期アメリカの実業家ヘティ・グリーンの息子が所有していた。2003年、以前の持ち主に因み「オルセン・スペシメン」と名付けられた硬貨が、オークションにて300万ドルで落札された。また、2005年6月2日、ニュージャージー州リンクロフトのコイン販売店、レジェンド・ニュミスマティックス社は、同じ州のメリマックに住むコイン収集家、エド・リーからもう1枚の1913年のV・ニッケルを購入した。この時の購入金額は415万ドルで、希少価値の高いアメリカ合衆国の硬貨に支払われた金額としては、当時で史上2番目の高値であった。これらの硬貨はテキサス州のコイン業者、B・マックス・メールによって著名となった。彼は1930年代、アメリカ合衆国中の新聞紙に、この貴重なニッケル硬貨の内の1枚を1枚50ドルで販売するという募集広告を掲載した人物である。実際は広告がコインカタログ販売の広告戦略であったため、誰も新聞広告に応じなかったが、貨幣学者からはこうした彼の行為が、世間のコイン収集への関心を増幅させるものであったと評している。
正式に1883年に発行されたリバティー・ヘッド・ニッケルは、裏側の「cents」という文字が欠落している。また、5セント硬貨は5ドル金貨と大きさが同じだったため、貨幣を偽造する者は硬貨に金メッキを施し、5ドルと偽って騙そうとした。伝承によれば、ジョシュ・タタムという名の聾唖者がこの詐欺を働く主要な人物であったが、なぜか有罪にならなかったとされる。彼は5セント以下の支払いにこの偽造した5ドル金貨を黙って差し出し、4ドル95セント以上のおつりを手にした。これが繰り返されたため彼は逮捕され裁判にかけられたが、彼がコインを差し出す際に「5ドルである」ということを「口にして」お釣りをだまし取ったわけではないことから、罪に問われなかったという。この伝承の他に歴史的な記録が見つかっていないことから、このタタムの話はでっちあげられたものだろうとされている。
V・ニッケルは、デンバーとサンフランシスコの各造幣局で少数が製造された1912年まで、フィラデルフィア造幣局のみで製造された。5枚の1913年版のV・ニッケルもフィラデルフィアで造られたものである。硬貨の裏側左下の縁付近には、製造された場所の頭文字である「D」や「S」のミントマークが刻まれている。

## バッファロー・ニッケル（1913年〜1938年）

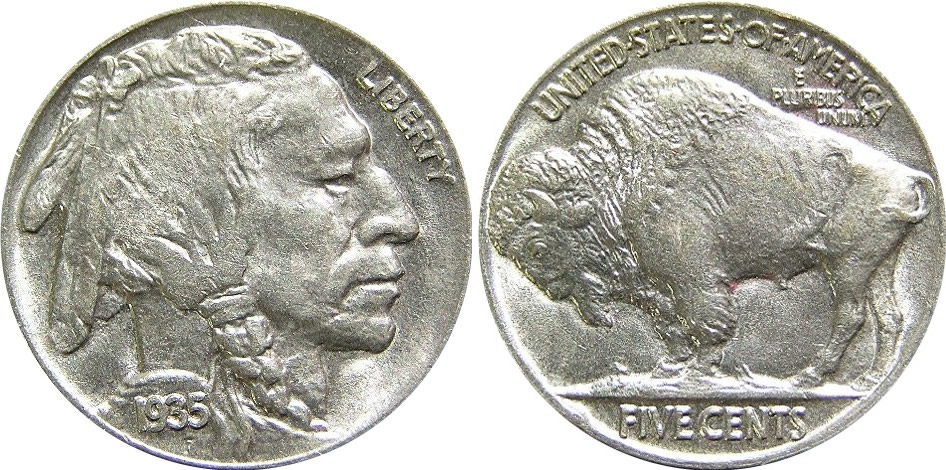
バッファロー・ニッケル

インディアン・ヘッド・ニッケルとしても知られるバッファロー・ニッケルは、総じて1913年から1938年まで製造され、造幣局のミントマークが、裏側の「Five Cents」と書かれた文字の下、縁の上部に刻まれている。この硬貨の製造にはフィラデルフィア、デンバー、サンフランシスコの造幣局全てが参加した。このうち、サンフランシスコ造幣局は、全般的に他の2つの造幣局よりも製造量が少ない。
アメリカの彫刻家ジェームズ・アール・フレイザーによってデザインされたこのバッファロー・ニッケルは、表側にネイティブ・アメリカンの肖像が、裏側にアメリカバイソン（バッファロー）が描かれている。フレイザーはこの硬貨の肖像に、インディアンの酋長を起用したと述べている。しかし、彼の記憶にはあいまいな点もあり、スー族のアイアン・テイル、シャイアン族のツー・ムーンズ、ビッグ・ツリーとしても知られるアドイーッテ (Adoeette) などが、モデルとなった尤もらしい人物ではないかという指摘もある。また、トゥー・ガンズ・ホワイト・カルフやアイザック・ジョニー・ジョン・ジョン・ビッグ・ツリーなどの人物も、硬貨に描かれた人物のモデルではないかと言われているが、正確なことはわかっていない。一方、バッファローのモデルは、ニューヨークにあるセントラル・パーク動物園の「ブラック・ダイヤモンド」であったとされている。
このフレイザーのデザインは、アメリカの硬貨の中でも最良のものであると考えられている。硬貨は1913年から1917年にかけてフィラデルフィア造幣局で、プルーフ硬貨が収集家向けに特別に打ち抜かれた。
1913年中ごろ、バッファロー・ニッケルは裏側の地面のデザインが、摩耗の問題により盛り土から水平な土地の絵柄に変更となった。こうして、全部で3つの造幣所による6種類の1913年のニッケルが造られた。また、製造された年号が刻まれる位置は当初から変わっていないため、初期のバッファロー・ニッケルの多くは、硬貨に刻まれている製造年がほぼ完全に擦り減って見えなくなっている。年次が進むにつれ、硬貨に表示される年はより大きく太字の数字が徐々に用いられるようになり、問題解決に向けた改良がおこなわれた。
時に、こうした製造年が擦り減って見えないバッファロー・ニッケルは、年の場所を塩化鉄に溶かすことで「復活」することがある。貨幣収集の見地からすれば、これは硬貨の価値を損ねるもので、硬貨の等級が「非常に摩耗」から「非常に摩耗且つ化学的損傷」のレベルとして評価されることになる。また、年次だけでなく、特に1920年代にデンバーとサンフランシスコの造幣局で製造されたバッファロー・ニッケルは、バッファローの角やしっぽの部分、または「LIBERTY」の文字の部分が著しく損傷・及びデザインの詳細を欠いたものが多く見つかる。1926年-D版は、こうした欠陥が多く報告されている。
この硬貨には価値の高い2つの種類がある。1918年、デンバー造幣局で造られた5セント硬貨の中には、年の部分を変更した1917年の打ち型で製造されたものがある。その結果これは「1918/7-D」硬貨として知られることとなり、収集家からは引く手数多の希少な種類となった。また、デンバーで製造された1937年の硬貨の中にも過度に光沢があり、型のエラーで裏側のバッファローの右側前足が無くなったものがある。これは「3本足」の種類として有名である。これらは約2万枚しか発行されなかったとも推定されており、現在残っているもので状態が良ければかなり高価である。しかし、偽物も多く出回っているため、収集家は購入の際に特に注意を払っている。「1936-D」版の「3.5本足」硬貨も存在する。
26年間でこのバッファロー・ニッケルは12億枚が発行されており、その中でサンフランシスコで製造された1926年の硬貨（1926-S）のみ製造量が100万枚よりも少ない。また、1922年、1932年、1933年度はバッファロー・ニッケルが製造されなかった。1922年の製造量の減少は、造幣局がドル銀貨の製造を最優先させていた結果起こったもので、1932年と1933年は世界恐慌のため、他の多くの硬貨と同じくバッファロー・ニッケルが1枚も発行されなかった。
一部の人々からこのバッファロー・ニッケルに描かれているデザインが、アメリカ合衆国の硬貨の中でも最も良いものの一つと考えられていたため、2001年バッファロー・ダラー記念硬貨や2006年アメリカン・バッファロー金貨のデザインとして再び使用された。

## ジェファーソン・ニッケル（1938年〜2004年）
造幣局主催のコンテストで選ばれたフェリックス・シュラーグのデザインによるジェファーソン・ニッケルは、1938年より製造され始めた。この硬貨の表側にはトマス・ジェファーソンの肖像が描かれており、裏側は彼のバージニア州の邸宅であるモンティチェロがデザインされている。1954年まで、3箇所の造幣局はジェファーソン・ニッケルを大量に製造した。サンフランシスコの造幣所は、1954年以降14年間の製造を停止し、1968年から1970年までの2年間のみ製造を再開した。その後は1970年からは世に出回る5セント硬貨の製造がすべてフィラデルフィアとデンバーで行われるようになった。1938年から1964年までの5セント硬貨裏側、モンティチェロの立つ地面と縁の間には、製造された造幣局のミントマークが見られる。1965年から1967年までこのミントマークは使用されなかったが、1968年より今日まで、ミントマークが表側の製造年の表示の下へと移動された。また、硬貨をデザインしたフェリックスのイニシャルは1966年より、ジェファーソンの肩の下部へ刻印されるようになった。このデザインが表れている硬貨は、現在流通している最も一般的なものである。

### ウォータイム・ニッケル
1942年中頃から1945年にかけ、いわゆる「ウォータイム（戦時）」・ニッケル硬貨が創り出された。この硬貨の構成は56パーセントの銅、35パーセントの銀、そして9パーセントのマンガンである。マンガンを使用したアメリカ合衆国の硬貨は他に、サカガウィアまたは大統領の肖像が描かれた1ドル硬貨のみである。この戦時中の硬貨はそれ以外の通常の5セント硬貨よりもややくすんでおり、これは1920年から1947年まで製造された多くのイギリスの硬貨と同じく、マンガンが含まれているためだといわれている。しかし、収集向けに販売される貨幣セット版の硬貨は、こうしたくすみが通常の硬貨と比べても目立たない。くすんで見える尤もらしい理由には、このウォータイム・ニッケルが戦争中に流通する中で、硫黄にさらされることがあったために、緩やかな腐食が起こったからではないかという指摘がある。
ウォータイム・ニッケルには裏側のモンティチェロのドーム真上に、合衆国の硬貨史上最も大きな造幣局のマークが刻まれている。このマークは製造された場所であるデンバーの「D」かもしくはサンフランシスコの「S」、フィラデルフィアの「P」の刻印である。1960年代に銀の値段が上昇した際、流通していたウォータイム・ニッケルは消えていった。
ニュージャージー州エリアル出身の人物、フランシス・リロイ・ヘニングが1954年、「1944年」の製造年を付けて違法にウォータイム・ニッケル硬貨の偽造を行った。彼はそれ以前にも5ドル紙幣を偽造した罪で逮捕されている。この偽造された1944年の硬貨は、製造場所のマークを硬貨に加えられていなかったため、すぐに偽造硬貨であると発覚した。また、彼は硬貨に1939年、1946年、1947年、1953年の製造年を刻印して、同様の5セント硬貨偽造を行っている。ヘニングの偽造5セント硬貨は、10万枚以上が一般に出回ったものとみられており、いまだに人々の財布の中に入っている場合もあるという。偽造硬貨を所持することは正式には違法であるにもかかわらず、この硬貨は収集家による市場での取引が行われている。更に、ヘニングはニュージャージー州のコパー・クリークでも20万枚の偽造硬貨を捨てたとされ、およそ1万4千枚しか回収されていない。もう20万枚の偽造硬貨をペンシルベニア州のスクールキル川にも捨てたと考えられている。逮捕された後、ヘニングは5千ドルの罰金と3年の禁固刑が言い渡された。

### 収集品として
ジェファーソン・ニッケルは一般に流通している通貨の中でも、収集が比較的容易な硬貨である。中には日常に出回っている5セント硬貨の中に1940年代のものを偶然見つける人もいる。多くのジェファーソン・ニッケル収集家は、裏側のモンティチェロのデザインに描かれている、階段部分が出来るだけ完全に打ち抜かれているものを求めている。プレミアがつくのはこの階段部分が5段、または完全な数である6段がはっきり確認できる硬貨である。これらはかなり希少なもので、現在発行されているものでもそう簡単に見つからない。貨幣セットや1965年から1967年の特別硬貨セットやマッテ仕様（matte proof）の5セント硬貨も存在し、これらは一般に流通しているものよりも価値がある。専門家はモンティチェロの建物前面にデザインされている識別可能な階段の数をもとめ、摩耗がない硬貨は「フル・ステップ（全階段）」ジェファーソン・ニッケルとして知られる。ジェファーソン・ニッケルシリーズ全般においてカギとなる重要な種類は、「1950-D」版の5セント硬貨である。これはシリーズ全体の中でも最も製造量の少ない種類であった。しかし、この種類は最初から製造量が少ないために貯蔵されていたことが世間一般に知られており、高品質のものを見つけるのは難しい話ではない。一般に出回っていない状態では、「1939-D」、「1939-S」、「1942-D」の種類が1950-D硬貨よりはるかに希少で、シリーズ内における他のどの種類の5セント硬貨よりも高値が付けられている。

## ウェストウォード・ジャーニー・ニッケル
20世紀を通して、議会は特別な公認を得なくとも、25年おきに硬貨に関する変更を行ってもよいと合衆国造幣局へ許可を下した。1990年代以来、政府は硬貨のデザインを変更する働きかけに応じ始めている。これがアメリカ合衆国50州25セント硬貨や、2002年に出された、その翌年発行の5セント硬貨のデザイン変更案を導く結果となった。造幣局による当初の提案では、新たな5セントのデザインをアメリカの画家、ギルバート・スチュワートの肖像に基づいた表側と、西を向くネイティブ・アメリカンの人物とハクトウワシが描かれた裏側という硬貨へ変更する内容が盛り込まれていた。
バージニア州の政治家でアメリカ合衆国下院内幹事を務めていたエリック・カンターは、議会との協議が持たれずに作成されたこの提案に反対し、特に裏側のデザインに、彼の選挙区であるバージニア州のモンティチェロが、2006年にデザインとして再び復帰するまで描かれないとされたことにも異を唱えた。また、造幣局はこの裏面のデザイン変更がルイス・クラーク探検隊やルイジアナ買収を記念する意味があるとしたが、これらの出来事と十分に関連付けて描かれていないという問題も争点に挙がった。この問題は2003年、合衆国公法第108条15項の法令「アメリカ5セント硬貨におけるデザイン関連法（American 5-cent Coin Design Continuity Act）」の制定にまで発展した。この法律は元々カンターによりモンティチェロを硬貨の裏側に継続して描くことなどが盛り込まれたものだったが、2006年1月より再びモンティチェロのデザインを採用し、造幣局が議会の承認なしに硬貨に関する変更を行う権利を削除するといった内容へ修正された。2003年に硬貨の裏側のデザイン変更を予定していた造幣局は、こうした議論の白熱や法律の制定などで遅れをとる格好となった。
カンターの新しい法律の上では、造幣局が「ウェストウォード・ジャーニー（西部への進出）・ニッケル」のシリーズを提案したことになっている。このシリーズでは2004年と2005年の硬貨裏側に、各年2枚の新しいデザインが用いられた。

### 2004年のデザイン
2004年、5セント硬貨の裏側のデザインは変更され、1年間に2つの異なった絵柄が描かれることになった。2004年3月1日より一般へ流通された最初のデザインは、ルイス・クラーク探検隊へ与えられた「インディアン・ピース・メダル（Indian Peace Medal）」の本来の解釈に基づいて描かれた。ノーマン・E・ネメスという人物によりデザインされた硬貨である。
2004年秋には再び硬貨裏側のデザインが変更された。これはルイス・クラーク探検隊の船が描かれており、ルイジアナ地域の川を渡って探検隊員とその貨物を輸送しているところが彫られている。この絵の船首部分には、メリウェザー・ルイスとウィリアム・クラークの二人がユニフォームに身を包み、佇んでいるのが分かる。これはアル・マレツキーという名の人物によりデザインされた。

### 2005年のデザイン
2004年9月16日、合衆国造幣局はこれまでベールに包まれていた2005年の新デザインを公開した。それ以前の2004年7月22日に、当時アメリカ合衆国財務長官を務めていたジョン・スノーによってデザインが選ばれていたが、当日まで一般には公開されなかった。この際、造幣局はそれまで使用されていたフェリックス・シュラーグによるトマス・ジェファーソンの肖像を廃止し、新しく現代風に描かれた肖像を起用することを明らかにした。この表側が新しくデザインされたジェファーソン・ニッケルではジェファーソンが右を向いており、ジョー・フィッツジェラルドによるデザインと、ドン・エバーハート2世による彫刻で構成された。これは2005年2月28日に一般へ出回った。
2004年に公開されたこの新しい2005年のデザインも、2種類あった。67年の時を経て、アメリカン・バイソンが再び硬貨の裏側に描かれることとなった。これはジェイミー・N・フランキがデザインし、ノーマン・E・ネメスが彫刻したものである。造幣局はこの硬貨のデザインを通じて、大陸横断鉄道の完成後に絶滅寸前まで乱獲が行われた、アメリカン・バイソンの生息数増加へ人々が興味を持ち続けてくれるよう願いを込めた。
ウェストウォード・ジャーニー・ニッケル硬貨のシリーズ最後の種類は、ジョー・フィッツジェラルドによる意匠とドナ・ウィーバーによる彫刻で裏側をデザインされたものである。これは太平洋の景色とウィリアム・クラークが自身の日記の中で海が近付いた際に発したとされる言葉が描かれている。論争があった中、造幣局はクラークが本来日記に書いた言葉を修正することで決定した。クラークは日記に「Ocian in view! O! The Joy!（海が見える! おお! 喜びが!）」と記したが、海を意味する「オーシャン」は「ocean」が正しい綴りである。このため、造幣局は原文そのままの引用を取りやめ、「ocean」と修正することに決めた。

## フォーワード・フェイシング・ジェファーソン（2006年〜）
2006年、法令通り5セント硬貨の裏側を、フェリックス・シュラーグ作によるモンティチェロにデザインを戻したが、表側のデザインには新しく前面（フォーワード）を向いた（フェイシング）ジェファーソンの肖像が描かれた。これはアメリカの画家、レンブラント・パールの作品に基づいたデザインである。アメリカで使用されている硬貨において、大統領が前を向いた肖像が描かれているのはこの5セント硬貨が最初である。新しいこの表側のデザインは、ジェイミー・フランキが描いたもの。彫られている「Liberty（自由）」の文字はジェファーソンの手記そのもので、これは2005年のウェストウォード・ジャーニー・ニッケルの表側に書かれているものと同じである。

## 金属の価値
2007年5月の時点で、5セント硬貨に含まれる金属の価値は9.7セントまで到達し、10セントの価値までわずか0.3セント残すのみとなった。これは銅やニッケルの値段が上昇したためである。そのため、5セント硬貨を製造すればする程、発行元が損する硬貨となっている。流通している大量の5セント硬貨が溶かされて減少するのを避けるため、合衆国造幣局は1セント硬貨や5セント硬貨の溶解・輸出に罪を負わせる当座の規則導入を、2006年12月14日に行っている。この規則を犯した者は最高1万ドルの罰金、禁固5年の刑に処せられる。
第二次世界大戦中、1942年から1945年まで製造された5セント硬貨は、戦争に使用する金属の需要があったために35パーセントの銀を含んでいる。これら硬貨の金属の価値は現在の貴重な金属資源の価格と一致しており、基本的なニッケルの価値と同等である。2007年4月25日の時点では、こうした「ウォータイム・ニッケル」に含まれている金属の価値が0.77ドルとなっている。